# Национальная библиотека Армении
Национальная библиотека Армении (арм. Հայաստանի Ազգային Գրադարան) — крупнейшая библиотека в Армении. Находится в Ереване, улица Теряна, 72.
Член Конференции европейских национальных библиотек (CENL).
Годом основания (истории) библиотеки считается 1832 год, когда была основана библиотека Мужской гимназии Еревана, на основе коллекций которой (18.000 единиц) была сформирована коллекция Национальной библиотеки Армении. 4 июля 1919 года был принят закон «О государственном публичном книгохранилище», впоследствии – с 4 июля 1999 года, отмечается как День Национальной библиотеки Армении. С 1925 по 1990 годов библиотека носила имя государственного деятеля Александра Мясникяна.
Библиотека располагается в четырех корпусах. Старейший из них – главный корпус –был построен по проекту архитектора Александра Таманяна в 1939 году. Здание отличается особым пространственно-архитектурным стилем: принцип единственности ранней и средневековой армянской архитектуры получил новое толкование и качество, утвердившись как «таманяновский стиль». Главный корпус библиотеки имеет статус историко-культурного архитектурного памятника.   
В Национальной библиотеке хранятся «Урбатагирк» — первая печатная книга на армянском языке, изданная Акопом Мегапартом в 1512 году в Венеции, первое армянское периодическое издание «Аздарар», первая печатная Библия на армянском языке, изданная в 1666 году в Амстердаме и изданная там же 29 лет спустя первая армянская карта.